# 地球時

地球自转

地球時（英語：Terrestrial Time），簡稱，是現代在地球表面上的時間標準，是位於大地海平面體驗的原時。在天文學，则為侷限在地球上的觀測者顯示星曆表的時間座標。它與地心座標時（Geocentric Coordinate Time）有直接的關聯，是天文的地球系統時間標準。由於廣義相對論中的引力時間膨脹，地球時的滴答聲是恒定的比例，並且比地心座標時緩慢些。

## 歷史
地球時的近似概念是由國際天文聯合會逐步規範出來的，在1976年的第16屆會員大會上，以地球力學時（Terrestrial Dynamical Time）的名義被提出，以相對於以太陽系星曆表為標準的質心動力時（Barycentric Dynamical Time）。這兩種時間標準在定義上只有少許的差異，而且在動力學上也不致對地球力學時造成誤解。
在1991年第21屆會員大會的第四號議案，國際天文聯合會重新更精確的定義，並改名為「地球時」。在同一次的會員大會上，地球時被定義為等同於地心座標時，地球時與地心座標時的關係是線性的變化，也就是與大地水準面是適當時間，這使得地球時與地心座標時的轉換可以經由驗證來決定。測定大地水準面的重力位能則是物理測量學的工作。現今的地球時比地心座標時慢32.184秒。
在2000年第24次會員大會的B1.9提案，國際天文聯合會又再次定義地球時，對地球時和地心座標時的比率給了明確的定義：6.969 290 134 × 10−10。這新的解釋重新精確定義了大地水準面的重力位能，因而消除了校正鐘錶對於海平面的需求。

## 定義
地球時和地心座標時間的差異只是比率上的常數，他由下列的等式定義：
TT = (1 − LG) TCG + E
公式中的TT（地球時）和TCG（地心座標時）的關係是線性的，並且都以國際單位制的秒為計數的單位；LG是兩種時間之間的比例常數，E是為解決因為曆元不同造成差異的常數。LG 的精確數值是6.969 290 134 × 10−10。在1991年，TT初次被定義時，LG是經由實驗測量出來的，當時最佳的估計值是6.969 291 × 10−10。
地球時和地心座標時較常見的關係式如下：
TT = TCG − LG × (JDTCG − 2 443 144.500 372 5) × 86 400
此處，JDTCG 是地心座標時的儒略日。這是會變動的地心座標時未經修正的計數所產生的秒數，所以這個等式的形式看起來有些複雜，對使用的曆元給了明確的儒略日。但是，上述公式中的曆元曾經錯誤的被給為儒略日2 443 144.5，現在呈現的才是正確的數值。
地球時是曆書時的延續，並且與曆書時幾乎是一致的，而使用另一個原子鐘的全球定位系统標準時間則比地球時快51.184秒，且兩者是同步的。另外，UT1亦較為接近地球時。於2009年，UT1只比地球時慢5.7768秒。

## 外部連結
- BIPM（页面存档备份，存于）
- 從A到Z的時間和頻率